# Kyrtolitha purpureotincta
Kyrtolitha purpureotincta är en fjärilsart som beskrevs av Sterneck 1928. Kyrtolitha purpureotincta ingår i släktet Kyrtolitha och familjen mätare. Inga underarter finns listade i Catalogue of Life.